# Henri IV le Juste
 (décembre 2021).
Henri IV le Juste (en polonais Henryk IV Prawy), né en 1257 ou en 1258 et mort le 23 juin 1290, est duc de Silésie et un membre de la dynastie royale polonaise Piast.
Il a été duc de Breslau (1270-1290) et duc de Cracovie (Henri III) (1288-1290).

## Sous la protection de son oncle Ladislas et du roiOttokarII

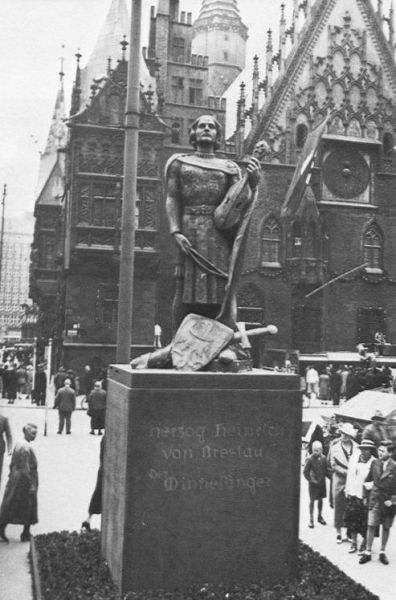
le Juste

Henri IV le Juste est un des fils d’Henri III le Blanc, duc de Breslau, et de Judith, la fille de Conrad Ier de Mazovie. Il n’est encore qu’un enfant quand son père est assassiné en 1266. Son oncle Ladislas, archevêque de Salzbourg, devient son protecteur. Devant en permanence se partager entre Salzbourg et Breslau, Ladislas ne peut s’occuper convenablement de l’éducation de son neveu. En 1267, il l’envoie à la cour du roi Ottokar II de Bohême. 

## Duc de Breslau
Lorsque Ladislas décède en 1270, il lègue ses possessions à son neveu. Henri IV rentre au pays et reçoit une éducation poussée et soignée. C’est sans doute de là que viendra plus tard son intérêt pour l’art, et la poésie en particulier. Ottokar assure la régence du duché de Breslau. La collaboration avec le roi de Bohême est exemplaire. En 1271, Henri IV prend part à la guerre de la Bohême contre la Hongrie. En représailles, son duché est attaqué par les ducs de Grande-Pologne et de Petite Pologne, alliés aux Hongrois. 
Henri IV est déclaré majeur en 1273 et commence diriger seul son duché. Tout en restant l’allié d’Ottokar II de Bohême, il noue des relations amicales avec Ladislas d’Opole et Przemysl II de Poznań. En 1276, l’armée du duché de Breslau soutient Ottokar II dans sa guerre contre Rodolphe Ier de Habsbourg. Malgré la défaite de la Bohême, il est resté fidèle à son ancien protecteur. Pour sa loyauté à Ottokar II, Rodolphe Ier lui donne le titre de prince du Saint-Empire. 

## L’enlèvement d’HenriIV
Boleslas II le Chauve, le duc de Legnica, essaye de profiter de l’affaiblissement militaire du roi de Bohême, le puissant protecteur d’Henri IV. Depuis un certain temps déjà, Boleslas réclame le tiers du duché de Breslau qui aurait dû lui revenir après les décès de ses deux frères, Henri III le Blanc et Ladislas. Certain d’avoir l’appui d’Ottokar II, Henri IV refuse de voir son duché amputé. 
En 1277, Henri IV est enlevé par des hommes de Boleslas le Chauve. Henri III de Głogów, Przemysl II et des chevaliers du duché de Breslau mettent sur pied une opération militaire pour délivrer Henri IV. C’est un fiasco. Les coalisés sont écrasés le 24 avril 1277 par l'armée du duché de Legnica, dirigée par Henri V le Gros, le fils de Boleslas II le Chauve. Henri III de Głogów et Przemysl II sont capturés. Boleslas ne relâche ses prisonniers qu’à la fin de l’année, à la suite de la médiation d’Ottokar II de Bohême. En échange de sa libération, Henri IV donne un sixième de son duché à Boleslas, avec la ville de Środa Śląska.

## La mort d’OttokarIIde Bohême
Le 26 août 1278, Ottokar II de Bohême est vaincu et tué par Rodolphe Ier de Habsbourg. Dans les rangs de la Bohême ont combattu des chevaliers silésiens qui représentaient le tiers de l’armée d’Ottokar II. Henri IV n’avait pas directement participé à la bataille mais avait envoyé ses chevaliers se battre dans le camp bohémien. À l’annonce de la mort du roi de Bohême, Henri IV se rend à Prague. En tant qu’allié d’Ottokar II et neveu de la reine Anne, il espère assurer la régence du royaume, Venceslas II étant encore mineur. Malheureusement pour lui, c’est Othon du Brandebourg qui devient le régent. Henri IV ne revient pas de Prague les mains vides, Rodolphe Ier de Habsbourg lui a offert la région de Kłodzko. Libéré de la curatelle tchèque, Henri IV en profite pour acheter la ville de Krosno Odrzańskie.

## Rapprochement avecRodolpheIerde Habsbourg
Après la mort de son protecteur tchèque, Henri IV se rapproche du roi des Romains Rodolphe Ier de Habsbourg. Lors d’une entrevue à Vienne en 1280, il commence à manœuvrer pour obtenir une couronne royale des mains de Rodolphe. Certains historiens avancent même l’hypothèse qu’il aurait rendu un hommage de vassalité à Rodolphe Ier.

## Tentative de prendre le contrôle de toute la Silésie et de la Pologne
Les relations du duché de Breslau avec ses voisins se détériorent. En 1280, une invasion lancée par le duc de Legnica et le margrave du Brandebourg est repoussée avec difficulté. Pour essayer d’aplanir les différends, Henri IV invitent les ducs à le rencontrer en février 1281. En réalité, il s’agit d’un piège. 
À leur arrivée, Henri III de Głogów, Henri V le Gros et Przemysl II sont arrêtés et emprisonnés. Il ne les relâche qu’en échange d’un hommage de vassalité. Ce qui est étonnant, c’est que ce serment arraché sous la contrainte n’a pas été renié. Ainsi, Henri III soutiendra Henri IV le Juste dans son conflit avec l’évêque de Breslau. En outre, Przemysl II est forcé de donner au duc de Breslau la région de Wieluń, stratégiquement importante pour s’emparer de la Petite Pologne et de Cracovie. Par la suite, Przemko de Ścinawa et Bolko Ier d'Opole deviennent aussi les vassaux d’Henri IV. 
Henri V le Gros sera le seul à rompre son serment. Bolko Ier de Jawor, Conrad II de Żagań et trois fils de Ladislas d’Opole (Mieszko de Cieszyn, Casimir de Bytom, et Przemyslav de Racibórz) ne se soumettent pas à Henri IV. 
C‘est en 1281 qu’Henri IV tente pour la première fois, et sans succès, de s’emparer de Cracovie. C’était en représailles d’une attaque qui avait été menée par Lech II le Noir contre le duché de Breslau pour tenter de libérer les ducs Piasts emprisonnés.

## Conflit avec l’évêque de Breslau
De 1282 à 1287, Henri IV doit faire face à un conflit avec l’évêque de Breslau Tomasz Zaremba. Le différend portait sur les propriétés dont l’évêché s’était emparé pendant la période difficile qui avait suivi la Bataille de Legnica. Une autre source de discorde était la suppression de certains privilèges de l’évêché de Breslau, dont le privilège d’immunité. 
Au début de l’année 1282, l’évêque de Breslau remet ses doléances au légat du pape et lui demande d’être juge. Son verdict est favorable à l’évêché. En réaction, Henri IV s’en remet au jugement de ses pairs. L’assemblée des ducs, qui lui est inféodée, remet un verdict qui lui est favorable mais qui ne satisfait pas l’évêque. En 1284, soutenu par le légat, l’évêque de Breslau lance l’anathème contre Henri IV et un interdit (interdictum) frappe le duché. Cet interdit n’est pas suivi par tout le clergé. Les Franciscains, par exemple, restent fidèles à Henri IV. Celui-ci, qui n’a pas l’intention de se soumettre à l’évêque, en appelle au pape Martin IV. Jakub Świnka, l’archevêque de Gniezno, essaye sans succès de trouver un compromis acceptable pour les deux parties. 
En 1285, Henri IV s’empare des châteaux appartenant à l’évêque, l’obligeant à se réfugier dans le duché voisin de Racibórz gouverné par Mieszko de Cieszyn et Przemyslaw de Racibórz. Le dernier acte se joue en 1287 quand Henri IV envahit le duché de Racibórz. N’ayant plus la possibilité de fuir, l’évêque trouve un accord avec Henri IV qui se montre magnanime et laisse à l’évêque une grande partie de ses anciennes possessions. Parallèlement à ce conflit, Henri IV a continué à essayer de vassaliser des ducs polonais, dans le but de se faire un jour couronner roi de Pologne. 
En 1284, il s’est emparé de la place forte de Kalisz qui appartenait à la Grande-Pologne. Przemysl II n’a pas accepté la perte de Kalisz et a offert en échange la région d’Ołobok.

## Duc de Cracovie
Le 30 septembre 1288, Lech II le Noir, duc de Cracovie et de Sandomierz, décède sans laisser de successeur. Henri IV voit enfin l’occasion de s’emparer de Cracovie et de devenir roi. Il s’y prépare depuis longtemps. En 1287, les relations avec Przemysl II s’étaient réchauffées et Henri IV lui avait rendu la région de Wieluń. Boleslas II de Mazovie est l’autre prétendant au trône. 
Une partie de la noblesse de Petite Pologne soutient la candidature de Boleslas. La bourgeoisie germanophone de Cracovie, malgré l’opposition de la noblesse, soutient Henri IV le Juste de Silésie, duc et poète de langue allemande. En 1288 encore, Boleslas, à la tête de son armée, s’empare de Sandomierz et de Cracovie. Le 26 février 1289, Boleslas et ses alliés (Ladislas Ier le Bref, la Ruthénie et Casimir II de Łęczyca) infligent une défaite à Henri IV le Juste soutenu par les ducs de Głogów, de Ścinawa et d’Opole (Bataille de Siewierz). 
Curieusement, Boleslas renonce au trône et abandonne à son cousin Ladislas Ier le Bref tous ses droits sur la Petite Pologne. Grâce à l’aide de l’évêque de Cracovie, Ladislas Ier le Bref s’empare du Wawel et repousse l’armée silésienne au-delà des murs de Cracovie. À la mi-1289, Henri IV le Juste prend en personne le commandement de son armée et assiège le Wawel. Les habitants de Cracovie offrent le Wawel à Henri IV le Juste. Ladislas Ier le Bref réussit à s’enfuir.

## La mort d’HenriIVle Juste et sa succession
Alors qu’il avait presque atteint son but, celui de devenir roi de Pologne, Henri IV le Juste meurt inopinément le 23 juin 1290, sans doute empoisonné. Il a le temps de rédiger un testament. Il offre le trône de Cracovie à Przemysl II, le duché de Breslau (Basse-Silésie) à Henri III de Głogów et la région de Kłodzko à Venceslas II.
Il a été inhumé dans la collégiale de la Sainte-Croix de Breslau qu’il avait fondée. Pendant la Seconde Guerre mondiale, les restes d’Henri IV le Juste ont été emportés par des anthropologues allemands qui voulaient démontrer qu’Henri IV le Juste était allemand. Ils n’ont jamais été retrouvés après la guerre. Le sarcophage d’Henri IV le Juste est aujourd’hui conservé au musée national de Wrocław.

## Politique intérieure
Pendant tout son règne, Henri IV le Juste s’est attaché à développer son duché. Il a encouragé le développement économique, a fondé de nombreuses villes et leur a donné des privilèges. Il a encouragé des colons à venir s’installer dans les régions frontalières vides d’occupation. Il a également réalisé une réforme monétaire qui a contribué à considérablement accroître la puissance financière de son duché. 